# Mesosfera (atmosfera)

Strati dell'atmosfera

La mesosfera (dal greco mesos "mezzo" e sphaira "palla, sfera") è il terzo dei cinque strati in cui è suddivisa l'atmosfera ed è compresa tra la stratosfera e la termosfera. Si tratta dello strato di atmosfera terrestre che si trova direttamente sopra la stratopausa e direttamente sotto la mesopausa. In essa la temperatura dell'aria diminuisce con l'aumentare dell'altezza. Il limite superiore della mesosfera è la mesopausa, etichettato come luogo più freddo a livello naturale sulla Terra, con temperature inferiori a 130 K (pari a circa -143 °C). 
I confini esatti superiori e inferiori della mesosfera variano con la latitudine e con la stagione, ma il limite inferiore della mesosfera solitamente si trova ad un'altezza di circa 50 km sopra la superficie terrestre e la mesopausa è di solito ad altezze nei pressi di 100 km, se non a latitudini medie e superiori in estate dove si scende ad altezze di circa 85 km. La stratosfera, la mesosfera e la parte più bassa della termosfera sono indicate collettivamente come "atmosfera di mezzo".

## Descrizione

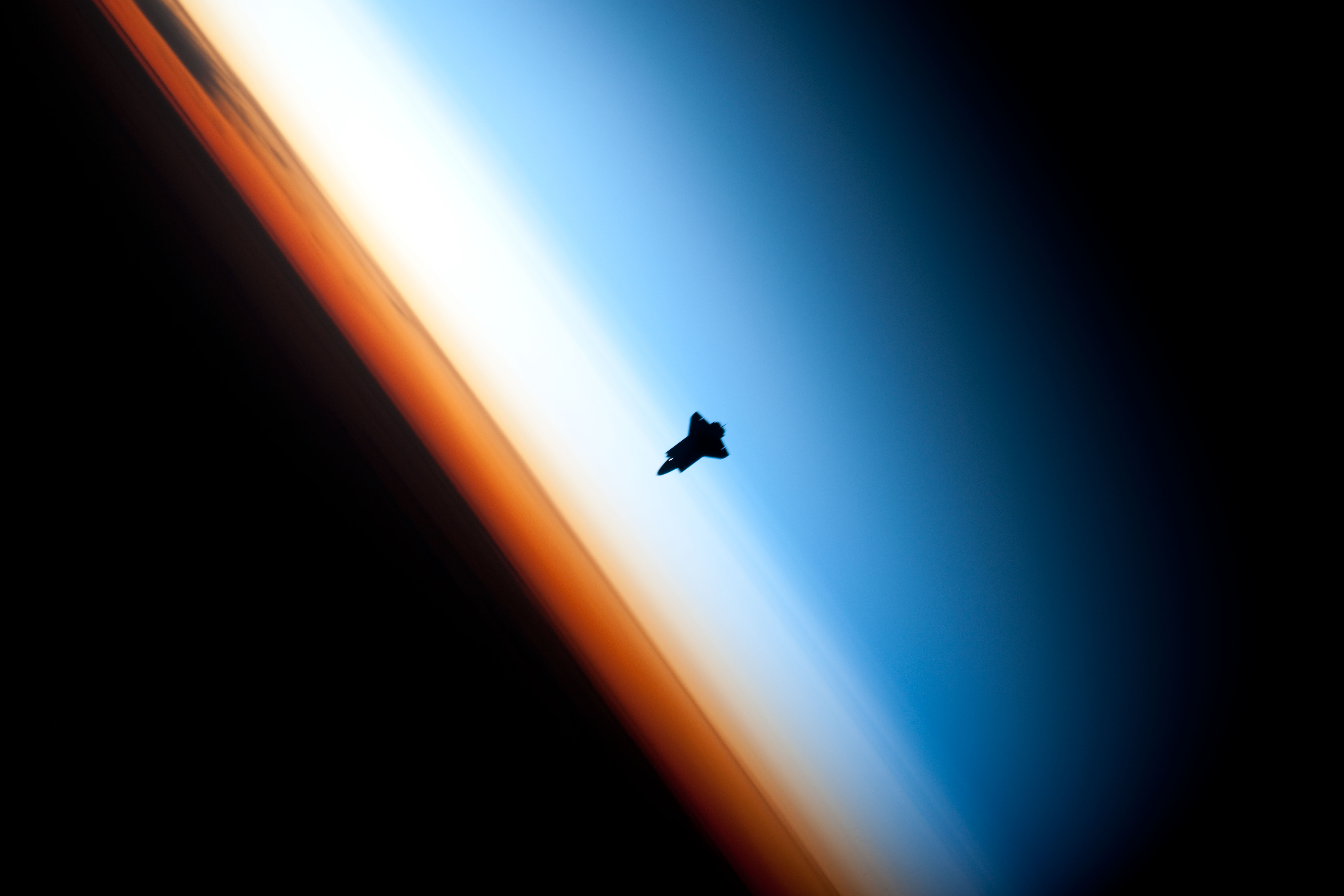
Una foto dello Space Shuttle Endeavour catturata dalla ISS. La fascia arancione corrisponde alla troposfera e quella biancastra alla stratosfera, la quale sfuma gradualmente nella mesosfera.

### Temperature
La mesosfera è caratterizzata da una accentuata rarefazione degli elementi gassosi e da un graduale aumento di quelli più leggeri a scapito di quelli più pesanti. In questa parte dell'atmosfera la temperatura riprende a diminuire con l'altezza e raggiunge il valore minimo, variabile tra i −70 ed i -140 °C, intorno agli 80 km.

### Caratteristiche
Attorno agli 80 km di quota si possono osservare, talvolta, le nubi nottilucenti, costituite probabilmente di cristalli di ghiaccio e minutissime polveri. Tali nubi sono visibili durante l'estate, in genere dalle alte latitudini, al crepuscolo, e si presentano come sottili e brillanti, intensamente illuminate dagli ultimi raggi del Sole. L'osservazione di queste nubi mostra che nell'alta mesosfera esiste un complesso sistema di correnti aeree, ad andamento variabile, che dovrebbero raggiungere velocità fino a 300 km/h. Connesse a questi moti sono le variazioni di altezza della mesopausa, come avviene anche nella tropopausa e nella stratopausa.

### Incertezze
La mesosfera si trova sopra la quota massima per gli aeromobili e al di sotto della quota minima per il veicolo spaziale orbitale. È stata attraversata soltanto tramite i vari tipi di razzo-sonda. Ancora oggi risulta essere la porzione di atmosfera meno conosciuta. La presenza di spettri rossi e getti blu (scariche elettriche o pseudo-fulmini all'interno della mesosfera bassa), nubi nottilucenti e altri fenomeni rende questa parte incompresa di atmosfera una delle più studiate dalla comunità scientifica.

### Meteore
Milioni di meteore entrano nell'atmosfera, una media di 40 t l'anno anche se le stime non sono unanimi. All'interno della mesosfera, la maggior parte si scioglie o si vaporizza, risultato delle numerose collisioni con le particelle di gas presenti nella nostra atmosfera. Questo si traduce in una maggiore concentrazione di ferro e altri materiali sulla superficie terrestre.